# Träffpunkt Berlin
Träffpunkt Berlin är en brittisk dramafilm och thriller från 1953 i regi av Carol Reed. Den är en filmatisering av Walter Eberts roman Susanne in Berlin. Filmen utspelas i kalla krigets Berlin, och regissören Carol Reed hade tidigare utforskat ämnet i den mer kända filmen Den tredje mannen, som dock utspelas i Wien.

## Rollista
- James Mason - Ivo
- Claire Bloom - Susanne
- Hildegard Knef - Bettina
- Geoffrey Toone - Martin
- Aribert Wäscher - Halender
- Ernst Schröder - Kastner
- Dieter Krause - Horst
- Hilde Sessak - Lizzi
- Karl John - inspektör Kleiber
- Ljuba Welitsch - sjunger Salome
- Reinhard Kolldehoff - östtyskt polisbefäl (ej krediterad)